# Jean-Jacques Ambert

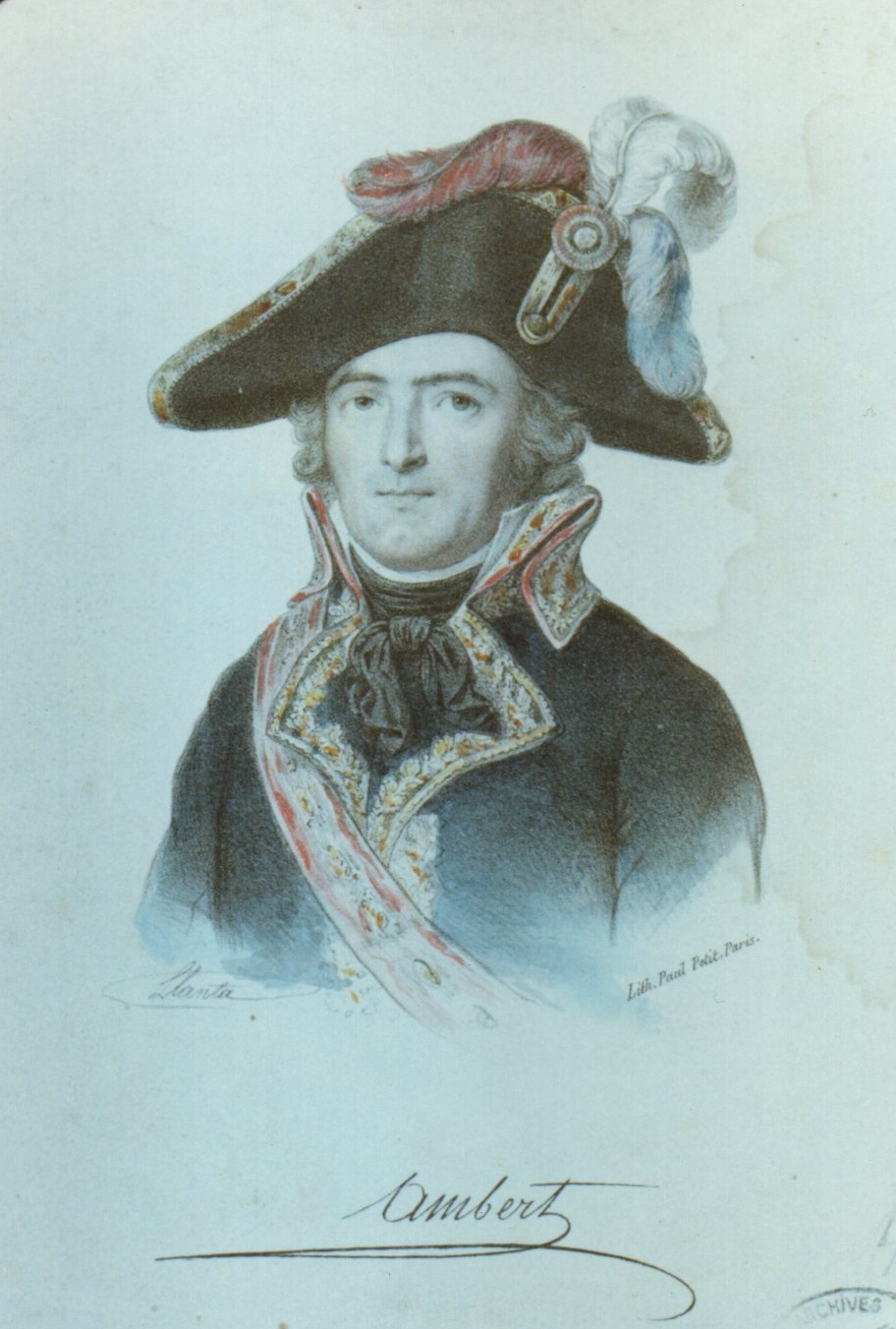
Porträt von Ambert

Jean-Jacques Ambert, geboren als Jean-Jacques Latouche (* 30. September 1765 in Saint-Céré; † 20. November 1851 in Saint-Claude) war ein französischer Général de division.

## Leben
Mit fünfzehn Jahren meldete sich 1780 Ambert als Freiwilliger zur königlichen Marine. Er kam auf das Schiff „Pluto“ und kämpfte u. a. vor St. Lucia und Tobago. 1783 kehrte er wieder nach Frankreich zurück und wechselte bald schon zum Heer.
Begeistert von den Idealen der Revolution konnte er sich auch bald in den Koalitionskriegen durch Mut und Tapferkeit auszeichnen. Er wurde schnell befördert: 1783 war er Sous-lieutenant und ab 7. Juli 1792 führte er bereits als Colonel-lieutenant ein eigenes Kommando. Er stand im Rang eines Général de division u. a. vor Mainz (April/Juli 1793) und Kaiserslautern (28./30. November 1793)
Als Napoleon 1796 seinen Italienfeldzug plante, wurde Ambert Mitglied in dessen Stab.
Um 1800 erwarb Ambert das Château Lagrézette und heiratete bald darauf. Der spätere General und Militärschriftsteller Joachim Ambert (1804–1890) war sein Sohn.

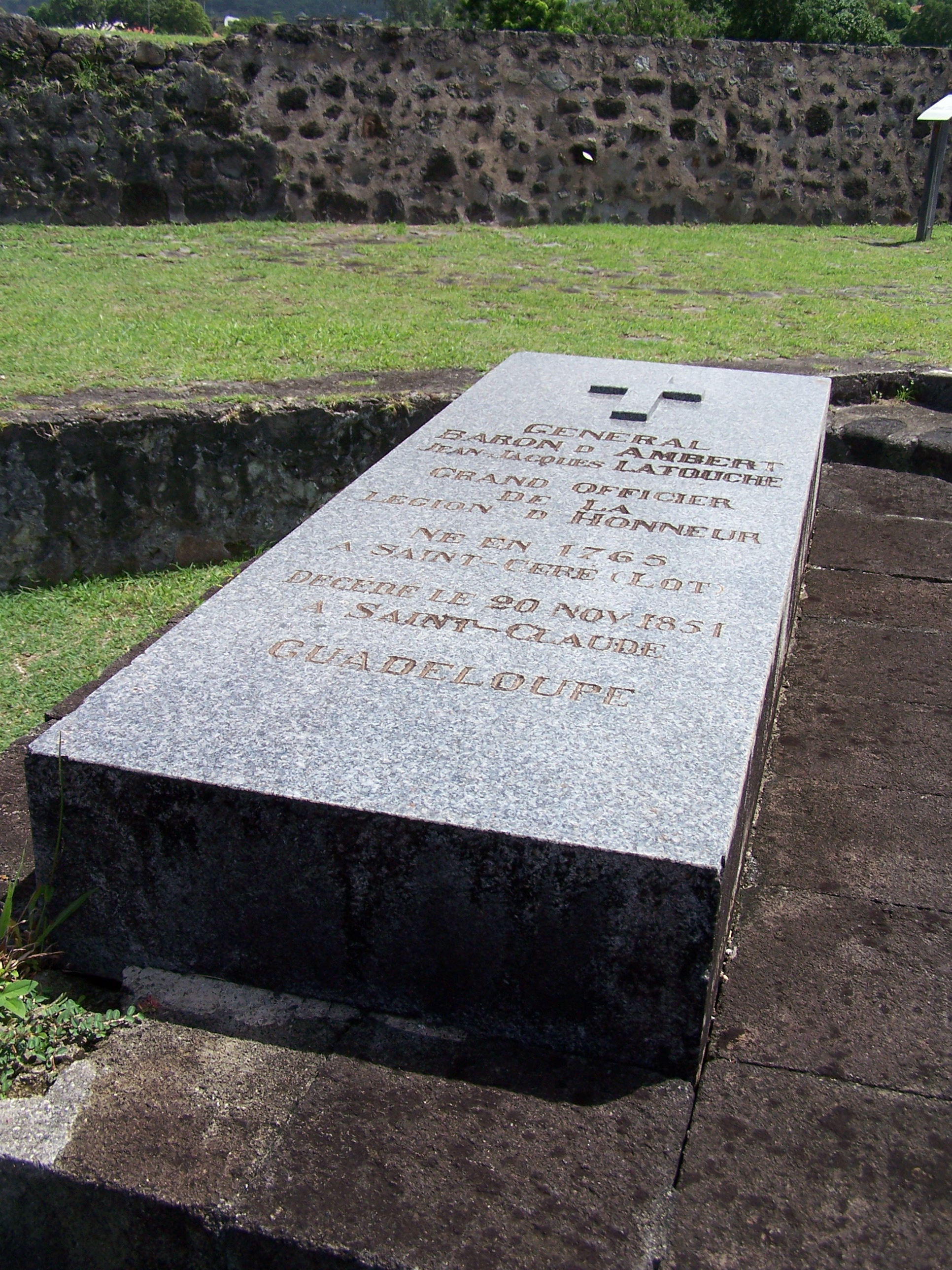
Grab von Ambert

Nach der Schlacht bei Waterloo (18. Juni 1815) zog er sich aus dem aktiven Dienst zurück und übernahm bis 1832 nur noch militärische Verwaltungsaufgaben. Am 11. Juni 1832 wurde Ambert in den Ruhestand verabschiedet. Er ließ sich in Saint-Claude auf der Insel Basse-Terre (Guadeloupe) nieder. Er starb sieben Wochen nach seinem 86. Geburtstag am 20. November 1851 und fand seine letzte Ruhestätte auf dem Militärfriedhof im Fort Delgrès (Basse-Terre).

## Ehrungen
- Commandeur der Ehrenlegion
- Chevalier des Ordre royal et militaire de Saint-Louis
- 1815 Baron de l’Émpire
- Sein Name findet sich am nördlichen Pfeiler (5. Spalte) des Triumphbogens am Place Charles-de-Gaulle (Paris).

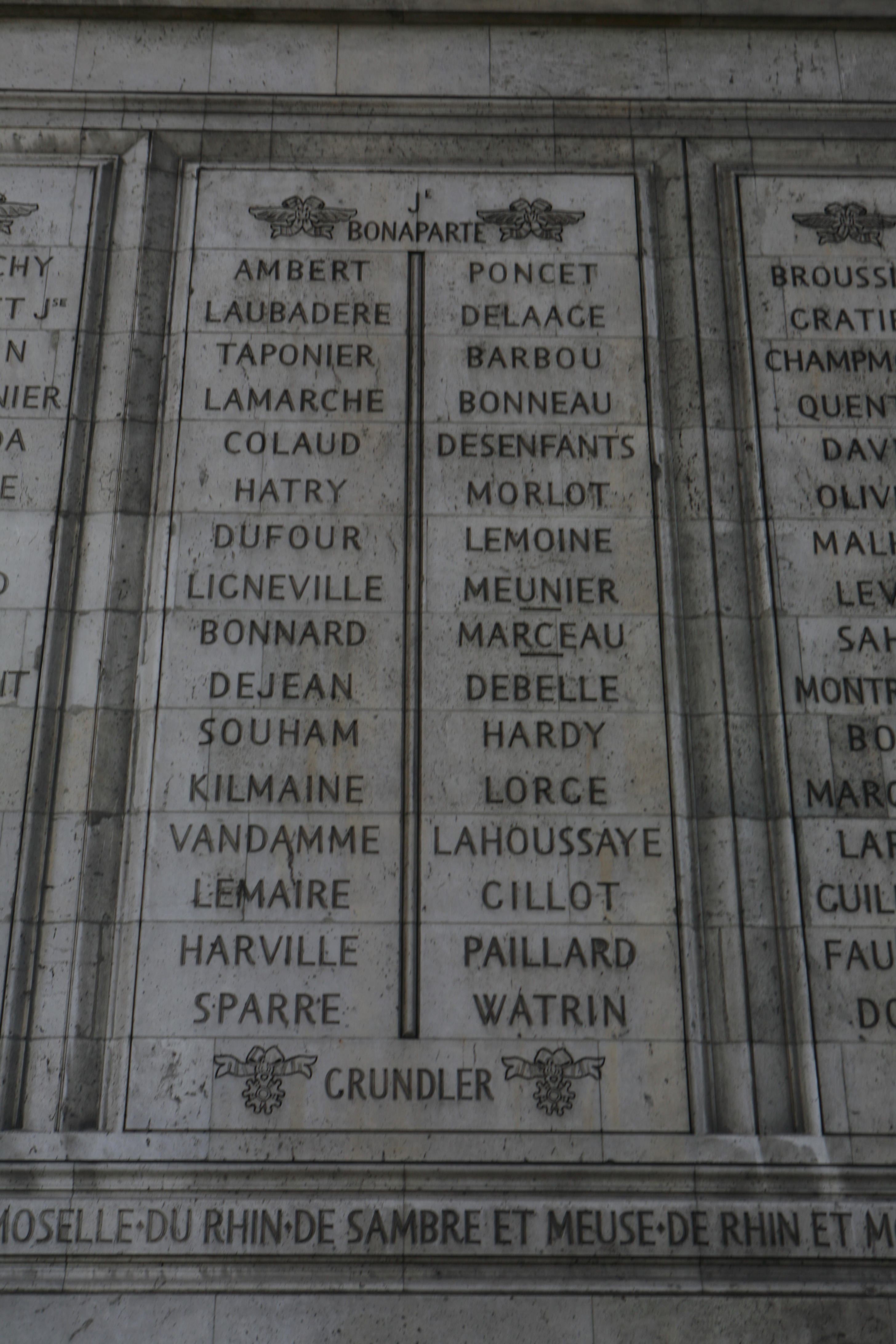
Nördliche Säule des Triumphbogens